# إيمانويل رينوسو
إيمانويل رينوسو (بالإسبانية: Emanuel Reynoso)‏ (16 نوفمبر 1995 بقرطبة في الأرجنتين - ) هو لاعب كرة قدم أرجنتيني في مركز الوسط. لعب مع بوكا جونيورز.

## روابط خارجية
- إيمانويل رينوسو على موقع الدوري الأمريكي (الإنجليزية)
- إيمانويل رينوسو على موقع قاعدة بيانات كرة القدم.إي يو (الإنجليزية)
- إيمانويل رينوسو على موقع Soccerway.com (الإنجليزية)
- إيمانويل رينوسو على موقع عالم كرة القدم.نت (الإنجليزية)